# Rhabdodemaniidae
Rhabdodemaniidae är en familj av rundmaskar. Rhabdodemaniidae ingår i ordningen Enoplida, klassen Adenophorea, fylumet rundmaskar och riket djur. Enligt Catalogue of Life omfattar familjen Rhabdodemaniidae 16 arter. 
Kladogram enligt Catalogue of Life och Dyntaxa:
| Rhabdodemaniidae | \| \| Conistomella \| \| \| \| \| \| Rhabdodemania \| \| \| \| |
|                  | \| \| Conistomella \| \| \| \| \| \| Rhabdodemania \| \| \| \| |
|                  | Alaimidae                                                      |
|                  |                                                                |
|                  | Anoplostomatidae                                               |
|                  |                                                                |
|                  | Anticomidae                                                    |
|                  |                                                                |
|                  | Cryptonchidae                                                  |
|                  |                                                                |
|                  | Enchelidiidae                                                  |
|                  |                                                                |
|                  | Enoplidae                                                      |
|                  |                                                                |
|                  | Eurystominidae                                                 |
|                  |                                                                |
|                  | Ironidae                                                       |
|                  |                                                                |
|                  | Lauratonematidae                                               |
|                  |                                                                |
|                  | Leptosomatidae                                                 |
|                  |                                                                |
|                  | Oncholaimidae                                                  |
|                  |                                                                |
|                  | Onchulidae                                                     |
|                  |                                                                |
|                  | Oxystominidae                                                  |
|                  |                                                                |
|                  | Phanerodermatidae                                              |
|                  |                                                                |
|                  | Phanodermatidae                                                |
|                  |                                                                |
|                  | Prismatolaimidae                                               |
|                  |                                                                |
|                  | Symplocostomatidae                                             |
|                  |                                                                |
|                  | Thoracostomopsidae                                             |
|                  |                                                                |
|                  | Trefusiidae                                                    |
|                  |                                                                |
|                  | Triodontolaimidae                                              |
|                  |                                                                |
|                  | Tripylidae                                                     |
|                  |                                                                |
|                  | Tripyloididae                                                  |
|                  |                                                                |
|                  | Conistomella                                                   |
|                  |                                                                |
|                  | Rhabdodemania                                                  |
|                  |                                                                |

|  | Conistomella  |
|  |               |
|  | Rhabdodemania |
|  |               |